# Nahum Nir
Nahum Nir-Rafalkes (en hebreo: נחום ניר‎), (17 de marzo de 1884 - 10 de julio de 1968) fue un activista sionista, político israelí y uno de los signatarios de la Declaración de Independencia de Israel. Fue el único presidente de la Knesset que no fue miembro del partido gobernante hasta Benny Gantz en 2020.

## Biografía
Nahum Rafalkes (más tarde Nir-Rafalkes) nació en Varsovia, entonces parte del Imperio Ruso . Estudió en un Jeder antes de estudiar ciencias naturales en la Universidad de Varsovia, Zúrich y San Petersburgo. También estudió derecho en San Petersburgo y Dorpat, obteniendo un LL. D en 1908.
En 1903, se unió a la organización estudiantil sionista Kadima y fue delegado al Sexto Congreso Sionista de ese año. Dos años más tarde se unió a Poalei Zion y también participó en la fundación de World Poale Zion. Nir también se desempeñó como director del Sindicato de Camareros Polacos y en 1906 lideró lo que, según él, fue la primera huelga exitosa del mundo contra las propinas. Ese año fue enviado a prisión por actividades políticas, pero aun así asistió al séptimo congreso sionista al año siguiente. En 1919 lo eligieron al ayuntamiento de Varsovia .
Se le ofreció el cargo de Comisario de Asuntos Judíos, pero lo rechazó después de consultarlo con el Comité Central de Poale Zion.
Cuando Poale Zion se separó, Nir se unió a la facción de izquierda. Se desempeñó como secretario de la Unión Mundial de Izquierda de Poale Zion y participó en negociaciones para permitirle unirse al Komintern. En 1925 emigró a Eretz Israel y donde se desempeñó como abogado. En febrero de 1948 fue elegido jefe de la Oficina de Control Económico.

## Carrera política
Nir Rafalkes siguió desempeñando un papel destacado en Poalei Zion y fue miembro del Consejo Nacional Judío y de la Asamblea de Representantes antes de la independencia. Miembro de Moetzet HaAm (más tarde el Consejo de Estado Provisional ), Nir firmó la Declaración de Independencia de Israel en 1948. Ese mismo año, su partido se fusionó con Mapam y Nir fue elegido miembro de la Primera Knesset en 1949. Se desempeñó como vicepresidente de la Knesset y presidió el Comité de Constitución, Ley y Justicia.
Nir perdió su escaño en las elecciones de 1951. En 1954, Ajdut HaAvodá - Poalei Tzion (una facción relacionada con Left Poale Zion) se separó de Mapam y Nir asumió la membresía del nuevo partido. Fue devuelto a la Knesset en su lista, cuando Tzipora Laskov renunció a su escaño en octubre de 1955 y nuevamente presidió el Comité de Constitución, Ley y Justicia.
Inicialmente fue reelegido vicepresidente de la Knesset, pero luego de la muerte del titular Yosef Sprinzak en enero de 1959, Nir se presentó a las elecciones para un nuevo presidente contra un candidato de Mapai (partido de Ben-Gurion). Nir ganó las elecciones gracias al apoyo de la oposición de derecha y varios partidos menores de izquierda, marcando la única vez hasta la fecha en la que un candidato que no pertenece al partido gobernante ha sido elegido presidente, hasta Benny Gantz en 2020.
Nir retuvo su escaño en las elecciones de noviembre de 1959 y presidió el comité de servicios públicos, pero retomó su puesto como vicepresidente cuando se volvió a reunir la Knesset. Después de ser reelegido en 1961, se desempeñó nuevamente como vicepresidente y presidente del comité de servicios públicos. Perdió su escaño en las elecciones de 1965 .

## Obras publicadas
- Capítulos de Vida - El alcance de la generación y el movimiento 1884-1918 (1958)